# Ramegnies

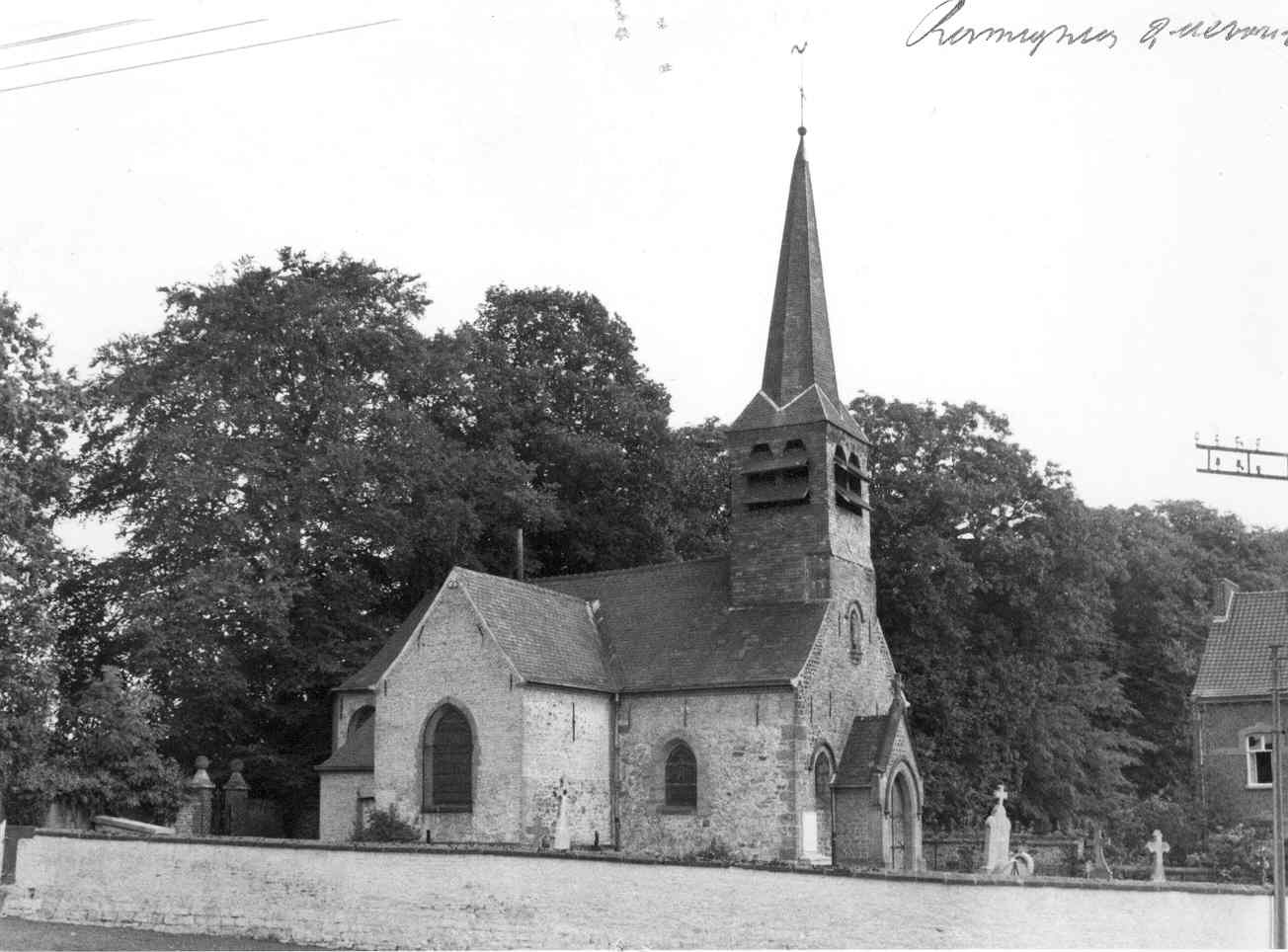
Sint-Pieterskerk

Ramegnies is een dorp in de Belgische provincie Henegouwen, en een deelgemeente van de Waalse gemeente Belœil.
Ramegnies was een zelfstandige gemeente, tot die bij de gemeentelijke herindeling van 1977 toegevoegd werd aan de gemeente Belœil.

## Bezienswaardigheden
- De Sint-Pieterskerk (Église Saint-Pierre) heeft overblijfselen van een 12e-eeuwse romaanse kapel en een gotisch bouwwerk uit de 16e eeuw. De voorgevel heeft een met leien bedekt torentje.

## Natuur en landschap
De hoogte aan de kerk bedraagt 57 meter.

## Demografische ontwikkeling
- Bronnen:NIS, Opm:1831 tot en met 1970=volkstellingen, 1976= inwoneraantal op 31 december

## Nabijgelegen kernen
Thumaide, Willaupuis, Wadelincourt